# مارلين كريستنسن
مارلين كريستنسن (بالدنماركية: Marlene Kristensen)‏ (28 مايو 1973 - ) هي لاعبة كرة قدم دانمركية في مركز الهجوم. شاركت مع منتخب الدنمارك لكرة القدم للسيدات.

## وصلات خارجية
- مارلين كريستنسن على موقع الاتحاد الدولي (مؤرشف)  (الإنجليزية)
- مارلين كريستنسن على موقع قاعدة بيانات كرة القدم.إي يو (الإنجليزية)
- مارلين كريستنسن على موقع عالم كرة القدم.نت (الإنجليزية)